# Black Widow (группа)
Black Widow (с англ. — «Черная Вдова») — английская рок-группа, образованная в Лестере в сентябре 1969 года. Они были известны прежде всего своим ранним использованием сатанинских и оккультных образов в своей музыке и сценических выступлениях.
Самая популярная песня Black Widow «Come to the Sabbat» была исполнена многими группами и исполнителями, включая Timberjack (вошла в топ-10 хитов Новой Зеландии в 1971 году), Jon the Postman, Bewitched, Death SS, Propagandhi и Flummox.

## История
Группа образовалась в 1966 году под названием Pesky Gee!. В её состав вошли: Кей Гарретт (вокал), Кип Тревор (вокал, гитара и губная гармошка), Крис Дредж (гитара), Боб Бонд (бас-гитара), Клайв Бокс (ударные и фортепиано), Джерри «Зут» Тейлор (орган), Клайв Джонс (он же Клайв Бир-Джонс; саксофон и флейта). Джим Гэннон (гитара, вокал и вибраторы) заменил Дреджа весной 1969 года.
Группа выпустила один альбом на лейбле Pye Records под названием Exclamation Mark в 1969 году, — прежде чем Гарретт покинул группу. Остальные участники продолжили деятельность под названием Black Widow и выпустили свой дебютный альбом Sacrifice в 1970 году. Sacrifice достиг 32-го места в британском чарте альбомов. Группа выступала на фестивале Whitsun в Пламптоне, Великобритания и на Isle of Wight Festival 1970.
К 1971 году группа отошла от своей мрачной оккультной символики, пытаясь завоевать более широкую аудиторию, но эта попытка не увенчалась успехом. Заменив Бонда и Бокса Джеффом Гриффитом и Ромео Челленджером, Black Widow выпустили одноимённый альбом Black Widow в 1971 году и Black Widow III в 1972 году (к тому времени Гэннон ушёл, его заменил Джон Калли), что вызвало общее отсутствие интереса, после чего лейбл CBS Records расторг с ними контракт. Позже, в 1972 году, группа записала альбом Black Widow IV, не заключив контракт со звукозаписывающей компанией. В то время альбом не был выпущен из-за распада группы, вскоре после замены вокалиста Кипа Тревора другим вокалистом, известным как Рик «И» (урождённый Фрэнк Каруба).
Альбом был наконец выпущен в 1997 году на лейбле Mystic Records. В 1998 году оригинальные записи дебютного альбома, сделанные до ухода Гарретта, были выпущены под названием Return to the Sabbat. В 2000 году итальянский лейбл Black Widow Records выпустил альбом King of the Witches: Black Widow Tribute с участием таких групп, как Death SS и Church of Misery, а также треков с оригинальными участниками группы Кипом Тревором и Клайвом Джонсом.
В 2007 году Mystic Records выпустили концертный фильм Demons of the Night Gather To See Black Widow – Live на DVD. В фильме полностью представлены записи альбома Black Widow Sacrifice 1970 года.
Паоло «Аполло» Негри из итальянской хард-рок-группы Wicked Minds согласился присоединиться к проекту в качестве клавишника. Следующий студийный альбом Black Widow, Sleeping With Demons, был записан в стиле нью-вейва 1980-х годов. Рок-певец Тони Мартин принял участие в записи альбома в качестве приглашенного вокалиста в песне «Hail Satan».

## Дискография
Студийные альбомы
- Exclamation Mark (1969) as Pesky Gee! (Pye Records)
- Sacrifice (1970 CBS Records)
- Black Widow (1971 CBS Records)
- Black Widow III (1972 CBS Records)
- Black Widow IV (1997 Mystic Records), recorded in 1972
- Return to the Sabbat (1998 Mystic Records)
- Demons of the Night Gather to See Black Widow – Live (2008 Mystic Records)
- Sleeping with Demons (2011 Smack Management)
- See's the Light of Day (2012 Black Widow Records), live and studio performances recorded in 1971

Синглы
- "Come to the Sabbat" b/w "Way to Power" (1970 CBS Records)
- "I Wish You Would" b/w "Accident" (1971 CBS Records)

Сборники
- Come to the Sabbat – Anthology (2003 Sanctuary Records)